# Wastineroute

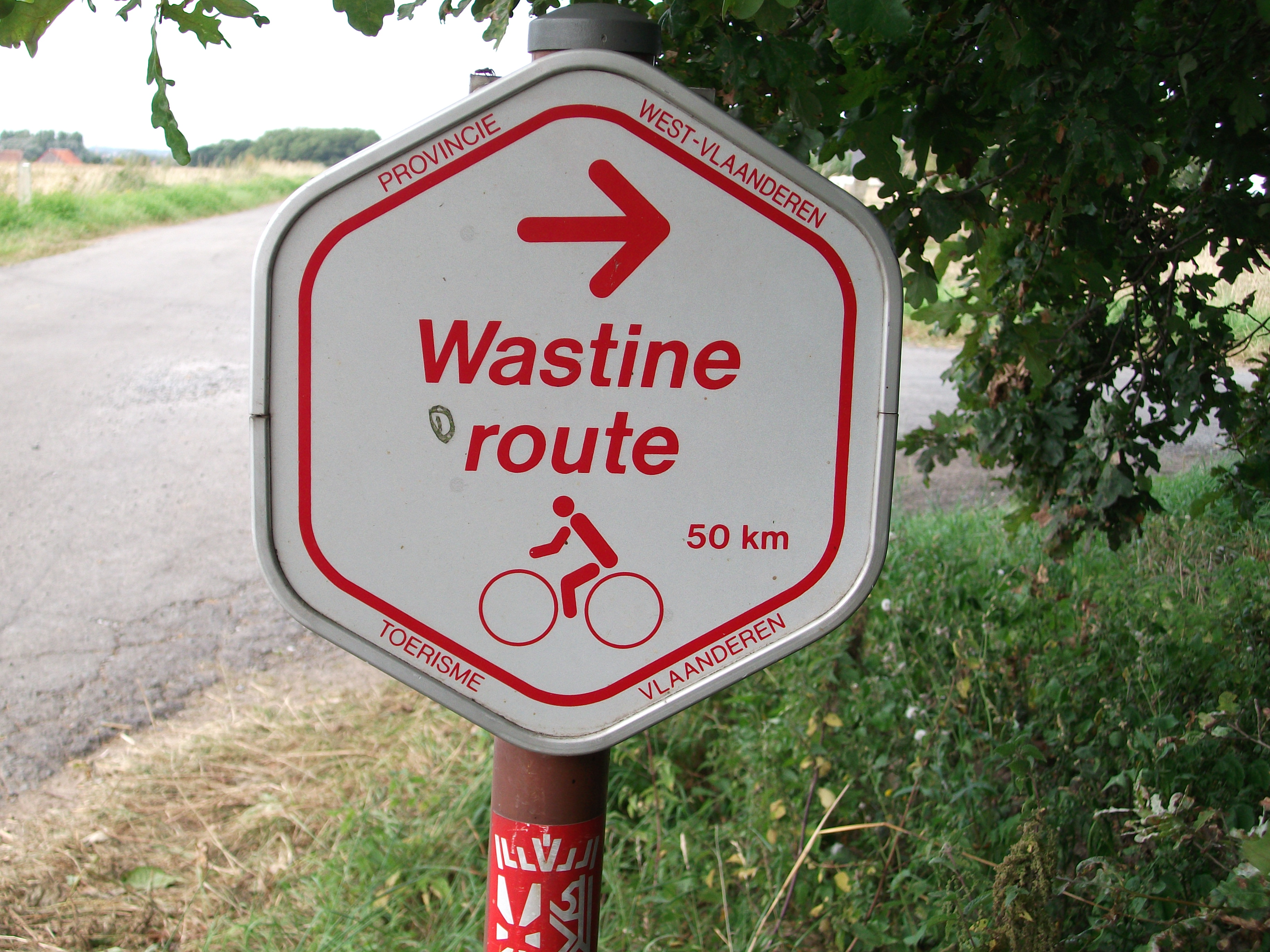
Wastineroute-bord

De Wastineroute is een fietsroute van 50 km in de Belgische provincie West-Vlaanderen. De route start op de markt van Egem (deelgemeente van Pittem) en doorkruist vervolgens de dorpen Koolskamp (deelgemeente van Ardooie), Beveren (deelgemeente van Roeselare), Lichtervelde, Zwevezele,  Wingene, Schuiferskapelle (deelgemeente van Tielt) alvorens weer aan te komen in Egem.
De Wastineroute wordt zo genoemd omdat de route door veel woeste gronden loopt, ook wel wastines genoemd.

## Externe koppelingen
- Vlaanderen Fietsland
- De Wastineroute op Fietsroutes West-Vlaanderen[dode link]